# Cratere Plato
Plato è un grande cratere lunare di 100,68 km situato nella parte nord-occidentale della faccia visibile della Luna.

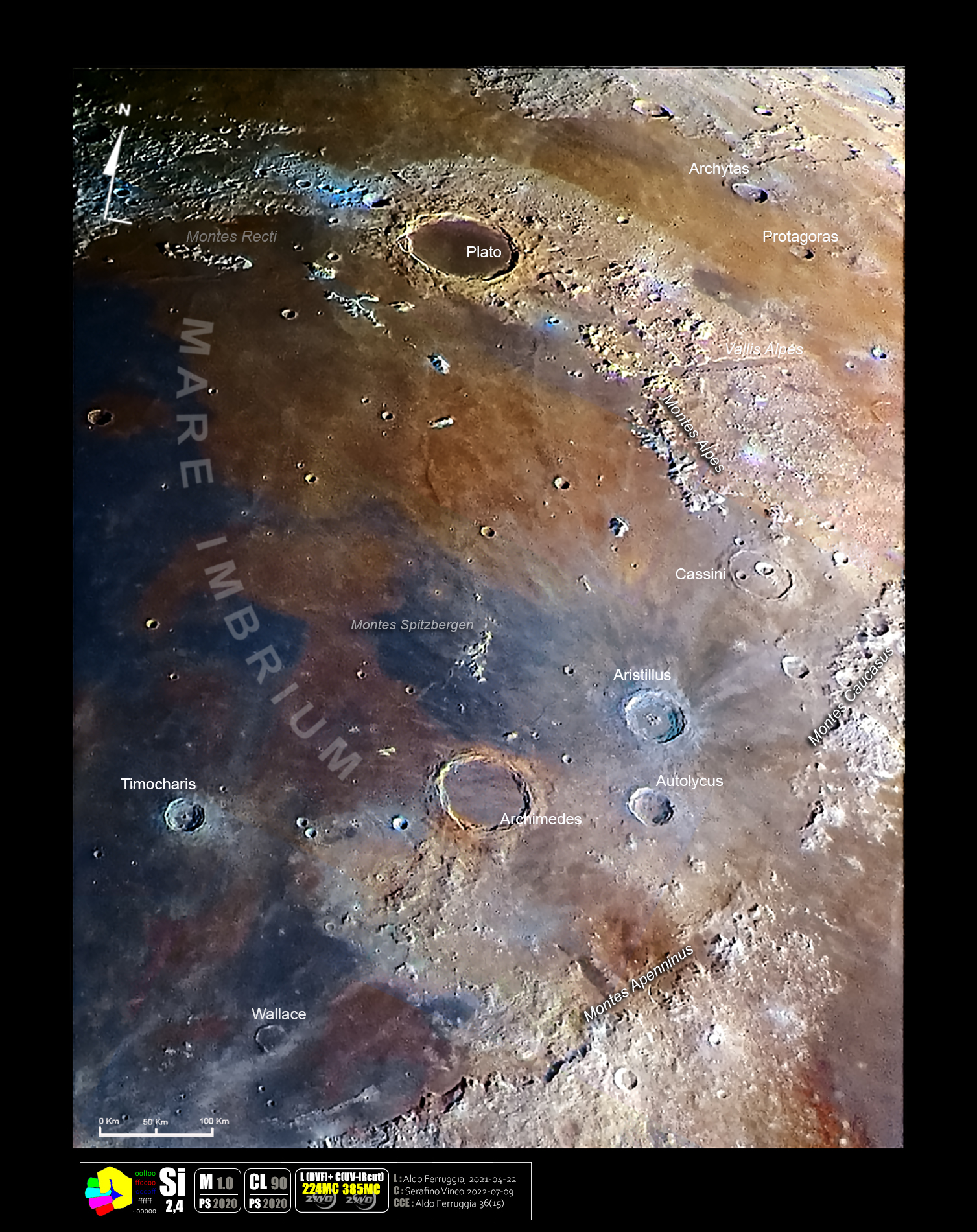
Il cratere e le strutture vicine in formato selenocromatico (Si)

## Nella cultura di massa
Nella serie televisiva di fantascienza Spazio 1999 è il cratere al cui interno è costruita la base Alpha.